# Korallen
Korallen är en silobyggnad för spannmål på Hullkajen i Malmö hamn. Byggnaden uppfördes 1953 av Skånska Cementgjuteriet för Lantmännen. En torkanläggning byggdes i väster 1966 och silorna kläddes med korrugerad plåt 1983. Byggnaden rymmer 35 siloceller.
Lantmännen friköpte 2014 fastigheten där byggnaden står från Malmö kommun.